# Mithrim
Mithrim is een fictieve regio in Beleriand uit het legendarium van J.R.R. Tolkien.
Mithrim lag in het zuidwestelijk deel van Hithlum, de regio waartoe het behoorde. Het grensde in het oosten aan Dor-lómin, maar werd er door de Ered Mithrim van gescheiden. Het klimaat was hetzelfde als dat van Hithlum, de lucht was fris en de winters waren koud. In het noorden van Mithrim lag een groot meer met dezelfde naam.
De Noldor woonden hier een tijdje totdat ze naar andere landen trokken. Later in de Eerste Era werd het gebied gecontroleerd door Fingolfin.